# Église Saint-Martin de Maizy
L'église Saint-Martin est une église située à Maizy, en France.

## Localisation
L'église est située sur la commune de Maizy, dans le département de l'Aisne.